# The Golden Scarab
Albums de Ray Manzarek
The Whole Thing Started With Rock & Roll Now It's Out Of Control
(1974)
The Golden Scarab est le premier album solo de Ray Manzarek, ancien claviériste des Doors, sorti en 1973.

## Titres
Toutes les chansons sont de Ray Manzarek, sauf mention contraire.
| 1. | He Can't Come Today |       | 4:40 |
| 2. | Solar Boat          |       | 5:57 |
| 3. | Downbound Train     | Berry | 5:30 |
| 4. | The Golden Scarab   |       | 6:42 |

| 1. | The Purpose of Existence Is?                           | 6:29 |
| 2. | The Moorish Idol                                       | 5:35 |
| 3. | Choose Up And Choose Off                               | 4:42 |
| 4. | Oh Thou Precious Nectar Filled Form (Or) A Little Fart | 4:59 |

### Titres bonus
La réédition CD de l'album parue en 1992 chez Mercury, ajoute trois titres bonus tirés du second album solo de Manzarek, The Whole Thing Started With Rock & Roll Now It's Out Of Control :
| 9.  | Whirling Dervish                        | Manzarek, Davis    | 5:25 |
| 10. | I Wake Up Screaming                     | Manzarek, Sugerman | 3:36 |
| 11. | Bicentennial Blues (Love It or Leave It |                    | 7:57 |

## Personnel
- Ray Manzarek - chant, claviers, piano, orgue, synthétiseur, kalimba
- Larry Carlton - guitare
- Jerry Scheff - basse
- Tony Williams - batterie
- Oscar Brashear - trompette
- Mayuto Correa - blocs de bois, bongos, congas
- Milt Holland - pandeiro, cabasa, quica, cloche africaine
- Steve Forman - cloches à vache, pipeau, guiro, blocs de bois
- Ernie Watts - saxophone ténor
- George Bohanon - trombone
- Patti Smith - chant sur "I Wake Up Screaming"